# Chavaniac-Lafayette
Chavaniac-Lafayette – miejscowość i gmina we Francji, w regionie Owernia-Rodan-Alpy, w departamencie Górna Loara.
Według danych na rok 1990 gminę zamieszkiwało 317 osób, a gęstość zaludnienia wynosiła 38 osób/km².
6 września 1757 w zamku Chavaniac urodził się Marie Joseph de La Fayette, polityk, generał, uczestnik wojny o niepodległość Stanów Zjednoczonych.